# Zaur Dakhte
 (septembre 2024).
 (septembre 2024).
 (septembre 2024).
La mise en forme du texte ne suit pas les recommandations de Wikipédia : il faut le « wikifier ».
Les points d'amélioration suivants sont les cas les plus fréquents. Le détail des points à revoir est peut-être précisé sur la page de discussion.
- Les titres sont pré-formatés par le logiciel. Ils ne sont ni en capitales, ni en gras.
- Le texte ne doit pas être écrit en capitales (les noms de famille non plus), ni en gras, ni en italique, ni en « petit »…
- Le gras n'est utilisé que pour surligner le titre de l'article dans l'introduction, une seule fois.
- L'italique est rarement utilisé : mots en langue étrangère, titres d'œuvres, noms de bateaux, etc.
- Les citations ne sont pas en italique mais en corps de texte normal. Elles sont entourées par des guillemets français : « et ».
- Les listes à puces sont à éviter, des paragraphes rédigés étant largement préférés. Les tableaux sont à réserver à la présentation de données structurées (résultats, etc.).
- Les appels de note de bas de page (petits chiffres en exposant, introduits par l'outil «  Source ») sont à placer entre la fin de phrase et le point final[comme ça].
- Les liens internes (vers d'autres articles de Wikipédia) sont à choisir avec parcimonie. Créez des liens vers des articles approfondissant le sujet. Les termes génériques sans rapport avec le sujet sont à éviter, ainsi que les répétitions de liens vers un même terme.
- Les liens externes sont à placer uniquement dans une section « Liens externes », à la fin de l'article. Ces liens sont à choisir avec parcimonie suivant les règles définies. Si un lien sert de source à l'article, son insertion dans le texte est à faire par les notes de bas de page.
- La présentation des références doit suivre les conventions bibliographiques. Il est recommandé d'utiliser les modèles {{Ouvrage}}, {{Chapitre}}, {{Article}}, {{Lien web}} et/ou {{Bibliographie}}. Le mode d'édition visuel peut mettre en forme automatiquement les références.
- Insérer une infobox (cadre d'informations à droite) n'est pas obligatoire pour parachever la mise en page.

Pour une aide détaillée, merci de consulter Aide:Wikification.
Si vous pensez que ces points ont été résolus, vous pouvez retirer ce bandeau et améliorer la mise en forme d'un autre article.
 ( septembre 2024).
Zaur Dahte est un directeur de la photographie et photographe iranien tadjik, né le 18 août 1936 au Daghestan, en URSS, et mort le 15 août 2024 au Tadjikistan.

## Biographie
À l’âge d’un an, il s’installe avec ses parents en Iran, pays natal de son grand-père paternel, où il vécut de 1937 à 1951. En 1951, il retourne avec ses parents en URSS. En URSS, Zaur Dahte intègre l'internat international Interdom où il termine ses études en 1958. En 1959, il commence à étudier la photographie à l'Institut national de la cinématographie de Moscou.
Après ses études, il commence à travailler comme caméraman chez Tajikfilm à Douchanbé. Il a passé la majeure partie de sa vie au Tadjikistan. Sa carrière de directeur de la photographie commence au début des années 1967. Il figure au générique de nombreux films. Il participe à la création de dizaines de documentaires et de longs métrages. Il était le caméraman du film Rostam et Sohrâb (1972), tourné d'après la saga Rostam et Sohrâb adaptée de l'épopée héroïque Livre des Rois (Ferdowsi) du poète persan Ferdowsi. Il filme des chroniques de guerre en Afghanistan, la découverte archéologique d'une statue d'un Bouddha endormi au Tadjikistan et la célèbre ballerine tadjike Malika Sobirova. Au total, il a réalisé plus de 600 films, dont 13 longs métrages, ainsi que des milliers de photographies.
En plus de sa carrière cinématographique, il était photographe professionnel. La première exposition de photographies de Dakhte a eu lieu à Douchanbé en 2003. Plus tard, ses expositions de photos ont eu lieu en Chine, Inde, Japon, Russie, France, Allemagne, Kazakhstan, Azerbaïdjan et Biélorussie.
Il est décédé le 15 août 2024 à l'âge de 87 ans dans un accident de voiture alors qu'il conduisait sa voiture de Douchanbé à Khodjent,.

## Filmographie
- 1966 : Lolé
- 1969 : Rencontre dans l'ancienne mosquée
- 1971 : Les routes sont différentes
- 1971 : Légende de Rustam
- 1972 : Rostam et Sohrâb
- 1973 : Quatre de Chorsang
- 1973 : Bonjour, bon homme
- 1974 : Nous avons besoin d'un Tigre
- 1976 : Le courageux Shirak
- 1977 : Qui ira à Truskavets
- 1978 : Nous vivions en première classe
- 1982 : L'Homme change de peau

## Littérature
- Сибирский субэтнос: культура, традиции, ментальность. — ГОУ ВПО КПГУ им. В.П. Астафьева, 2004. — 254 с. —  (ISBN 978-5-85981-041-3). (ru)
- Памир. — Союз писателей Таджикистана, 1984. — 164 с. (ru)
- Пролетарское кино. — 1971. — 606 с. (ru)